# Ruimtedok
Een ruimtedok is een fictief dok (bouw- of reparatieplaats) voor ruimteschepen. Een ruimtedok bevindt zich in de ruimte, meestal in een baan om een planeet.

## Realiteit

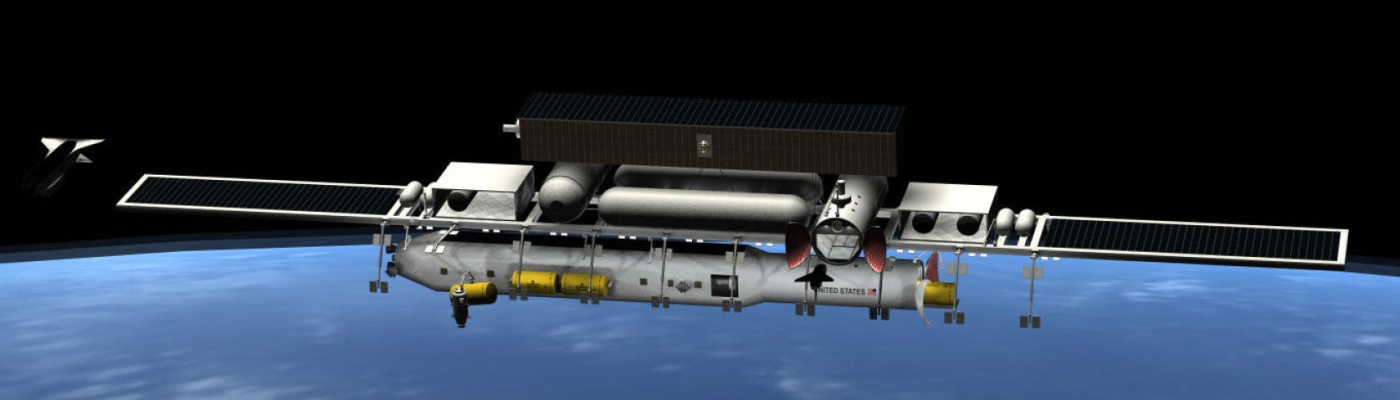
Amerikaanse ruimtedok-concept

Op dit moment bestaat het ruimtedok in werkelijkheid nog niet.
Hoewel er in werkelijkheid geen ruimtedokken bestaan, hebben sinds 1971 wel verschillende ruimtestations rond de Aarde gedraaid, voornamelijk van Russische makelij. De eerste Russische ruimtestations waren de Saljoets, waarvan er zeven werden gelanceerd. Daarna kwam de Mir, die 15 jaar dienstdeed. De Amerikanen hadden midden jaren 70 het Skylab-ruimtestation. Vanaf 2000 is het Internationaal ruimtestation ISS in bedrijf. Aan een ruimtestation kunnen wel ruimtevaartuigen worden gekoppeld, maar enkel kleine reparaties kunnen worden uitgevoerd, dus van een ruimtedok is in dit geval geen sprake.

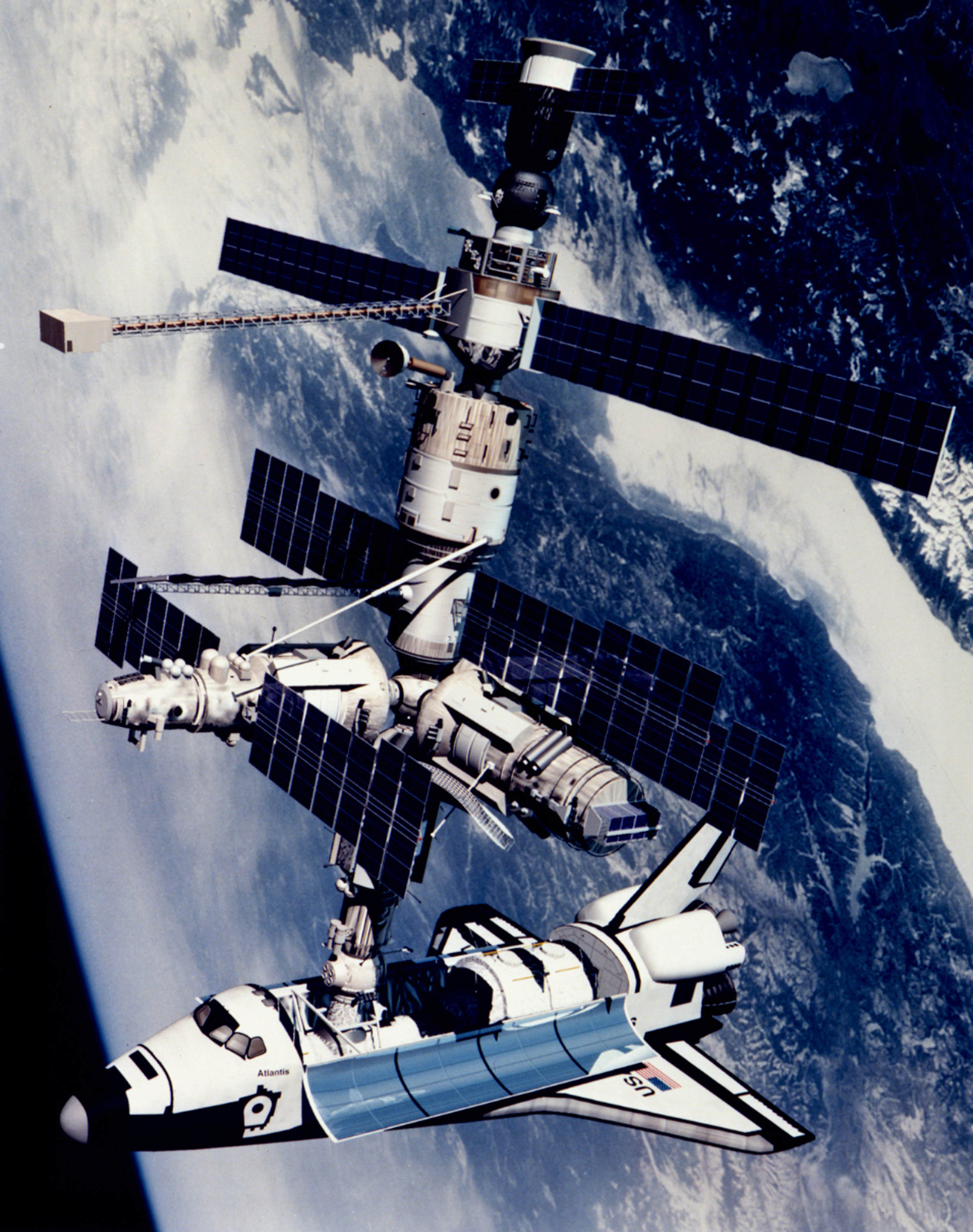
Ruimtestation Mir met aangekoppelde Spaceshuttle Atlantis met Spacelab.

Wanneer er in de toekomst geregelde interplanetaire ruimtevluchten worden uitgevoerd, zullen er ook ruimtedokken worden gebouwd. Dit omdat de interplanetaire ruimteschepen veel groter zullen zijn dan de huidige spaceshuttles en Sojoez-capsules, waardoor het onwaarschijnlijk is dat ze op planeten zullen landen. Deze ruimteschepen zullen hun vracht en passagiers naar ruimtestations rond de planeten en manen brengen. Van hieruit worden ze dan met een ruimteveer of ruimtelift verder naar de oppervlakte vervoerd.
Bij interplanetaire vluchten zijn ruimtedokken noodzakelijk, omdat de ruimteschepen op hun maandenlange vlucht naar bijvoorbeeld Mars zeer waarschijnlijk beschadigingen oplopen, die dan in een ruimtedok gerepareerd moeten worden. Grote ruimteschepen zullen waarschijnlijk ook in de ruimte worden gebouwd, omdat een lancering vanaf de Aarde anders veel te duur zou worden.

## Ruimtedokken in sciencefiction
Bekende ruimtedokken in sciencefiction zijn die uit Star Trek. De bekendste zijn de San Francisco Fleet Yards boven de Aarde, waar onder andere de USS Enterprise NCC-1701 en USS Excelsior NCC-2000 gebouwd worden, en de Utopia Planitia Fleet Yards boven Mars, waar onder andere de USS Enterprise NCC-1701D, USS Voyager NCC-74656 en USS Defiant NX-74205 vandaan komen. In de Federatie zijn zowel open als volledig gesloten ruimtedokken in gebruik.
De Discovery One uit 2001: A Space Odyssey wordt in een ruimtedok boven de Aarde gebouwd. Ook in de film Starship Troopers, de televisieserie Babylon 5 en de stripboeken van Yoko Tsuno komen ruimtedokken voor, en verder wordt er aan gerefereerd in Star Wars, Raumschiff Highlander en Isaac Asimov's Foundation-serie.